# Lampetis bottegoi
Lampetis bottegoi es una especie de escarabajo del género Lampetis, familia Buprestidae. Fue descrita científicamente por Kerremans en 1910.